# Mithridates II của Pontos
Mithridates II (trong Tiếng Hy Lạp Mιθριδάτης; sống thế kỉ thứ 3 TCN), là vị vua thứ ba của vương quốc Pontus,và là con trai của Ariobarzanes, người mà ông đã thừa kế ngai vàng. Ông còn nhỏ tuổi khi cha của ông mất nhưng thời kì này không có thời gian xác định nhưng phải trước năm 240 TCN như Memon kể  với chúng ta rằng ông ấy là một đứa trẻ khi cha của ông qua đời,và ông có một người con gái đến tuổi kết hôn vào năm 222 TCN. Một thời gian ngắn sau khi ông lên ngôi, vương quốc của ông đã bị xâm lược bởi người Gaul,những người sau đó bị đẩy lùi. Sau khi ông đạt đến tuổi trưởng thành, ông kết hôn với Laodice, một em gái của Seleukos II Kallinikos, nhờ đó mà ông ta được nói là đã nhận được tỉnh Phrygia như của hồi môn. Nhưng bất chấp liên minh này, chúng ta biết rằng, Mithridates chống lại Seleukos II trong thời gian chiến tranh giữa Seleukos và Antiochus Hierax. Cuối cùng, Mithridates đánh bại Seleukos trong một trận chiến tại Ancyra vào năm 239 TCN, nơi mà Seleukos mất khoảng 20000 quân, và gần như chạy thoát một mình. Năm 222 TCN, Mithridates gả con gái mình Laodice cho vua Seleukos là Antiochos III Đại đế,một người con gái khác của ông, cũng tên là Laodice cũng đã kết hôn vào thời gian đó với Achaeus,cậu của Antiochus.Vào năm 220 TCN,Mithridates tuyên bố chiến tranh với thành phố giàu có và hùng mạnh Sinope. Tuy nhiên, ông không thể làm cho nó suy yếu và thành phố đã không sụp đổ trước sức mạnh của vua Pontus cho tới tận năm 183 TCN. Vào một thời gian trước đó, chúng ta biết được rằng Mithridates II đã ganh đua với các chế độ quân chủ khác của châu Á trong việc gửi quà tặng cho người Rhodes, sau khi thành phố bị sụp đổ bởi một trận động đất năm 227 TCN. Ngày mất của ông là không rõ. Ông đã được thừa kế bởi con trai Mithridates III